# Bob Wooff
Robert Hanson Wooff (7 mai 1900 - 23 mars 1992) est un homme politique provincial canadien de la Saskatchewan. Il représente la circonscription de Turtleford à titre de député du Co-operative Commonwealth Federation et du Nouveau Parti démocratique de la Saskatchewan de 1944 à 1948, de 1952 à 1956, de 1960 à 1961 et de 1964 à 1971.

## Biographie
Né à Dunoops Bridge dans le Yorkshire, Wooff est le fils de Isaac Wooff et d'Ann Brennand. La famille immigre au Canada en 1906 et étudie à Emmaville en Saskatchewan et ensuite à l'Université de la Saskatchewan. En 1930, il épouse Elin Larson à Turtleford.
Élu en 1944, Wooff est défait par Leo Trippe en 1948. Reprenant son siège en 1952, il est à nouveau défait par Frank Foley en 1956. De retour en 1960, l'élection est cependant annulée et il ne parvient pas à remporter l'élection partielle suivante. Il reprend pour une quatrième fois son poste en 1964.
Retraité de la politique en 1971 et de l'agriculture en 1974, il meurt à Turtleford à l'âge de 91 ans.